# 4 de junio
El 4 de junio es el 155.º (centésimo quincuagésimo quinto) día del año en el calendario gregoriano y el 156.º en los años bisiestos. Quedan 210 días para finalizar el año

## Acontecimientos
- 780 a. C.: en China se describe por primera vez en la historia un eclipse solar.
- 1027: En Alpuente, Hisham III es proclamado califa de Córdoba, no pudiendo entrar en la capital, en manos de sus opositores, hasta 1029. Con su exilio a la zona de Lérida en 1031 se disolverá el Califato de Córdoba iniciándose el periodo de los reinos de taifas.
- 1039: en Alemania Enrique III el Negro es coronado rey.
- 1094: en el Reino de Aragón, Pedro I sucede a su padre Sancho Ramírez.
- 1170: en España, Alfonso VIII de Castilla y Alfonso II de Aragón firman el Tratado de Sahagún .
- 1411: El rey Carlos VI de Francia, concede a los habitantes de la localidad de Roquefort-sur-Soulzon, el monopolio de la maduración del queso Roquefort.
- 1536: el conquistador español Diego de Almagro llega a Chile.
- 1561: El campanario de la catedral medieval de San Pablo en Londres , es destruido en un incendio provocado por un rayo y nunca se reconstruye.
- 1574: el capitán Luis de Fuentes y Vargas se funda Tupiza, una de las primeras ciudades virreinales españolas en la actual Bolivia.
- 1615: Durante el asedio de Osaka, las fuerzas al mando de Tokugawa Ieyasu toman el castillo de Osaka en Japón.
- 1669: en la actual España, Juan José de Austria es nombrado virrey de Aragón.
- 1681 Formación de la liga Hanseanica
- 1684: el general francés Crequi toma la ciudad de Luxemburgo, defendida por el príncipe de Chimay, al mando de una guarnición hispanovalona.
- 1741: en España aparece por primera vez la palabra «manzanilla» en referencia a los vinos de Sanlúcar de Barrameda.
- 1745: En la batalla de Hohenfriedberg, el ejército prusiano de Federico II el Grande derrota a un ejército austríaco, bajo el mando del príncipe Carlos Alejandro de Lorena durante la Guerra de Sucesión Austriaca.
- 1765: en la actual Guatemala, el primer asentamiento de la ciudad de Chiquimula es destruido por un violento huracán y varios temblores de tierra, conocidos como Terremotos de la Santísima Trinidad, que provocan deslaves e inundaciones.[1]
- 1783: en Francia, los hermanos Montgolfier realizan el primer viaje en globo aerostático de la Historia.
- 1830: en Arboleda (Colombia) es asesinado el general venezolano Antonio José de Sucre, héroe de la independencia hispanoamericana.
- 1846: 35 km al norte de Rosario (Argentina) las fuerzas rosistas del general Lucio Mansilla destruyen 6 de 12 buques de guerra franceses y británicos en la batalla de Quebracho.
- 1855: El mayor Henry C. Wayne parte de Nueva York a bordo del USS Supply, para conseguir camellos para establecer el Cuerpo de Camellos de Estados Unidos.
- 1876 : Un tren expreso llamado Transcontinental Express llega a San Francisco a través del primer ferrocarril transcontinental de Estados Unidos, en solo 83 horas y 39 minutos después de salir de la ciudad de Nueva York .
- 1878: el sultán de Turquía cede la posesión de la isla de Chipre al Reino Unido.
- 1896: En Detroit, Henry Ford completa el Ford Quadricycle, su primer automóvil propulsado con gasolina.
- 1900: en París (Francia) se inaugura la exposición del escultor Auguste Rodin.
- 1901: en Suecia se establece el servicio militar obligatorio.
- 1902: en el Museo del Louvre (París) se abre el Museo de Artes Decorativas.
- 1903: en Rusia se publica el decreto sobre el estatuto de los judíos, el cual les prohíbe poseer inmuebles o tierras fuera de sus zonas de residencia.
- 1910: en Prusia (norte de la actual Alemania) el parlamento aprueba ―con los votos en contra de centristas, conservadores y polacos―, la incineración de cadáveres.
- 1912: Massachusetts se convierte en el primer estado de los Estados Unidos en establecer un salario mínimo.
- 1916: comienza la ofensiva rusa contra los ejércitos austrohúngaros, dirigida por el general Alekséi Brusílov.
- 1917: en Tréveris, el ejército francés lanza un ataque aéreo sobre la población civil.
- 1920: los Aliados y el Reino de Hungría firman el Tratado de Trianon, en el que se delimitan las fronteras entre Checoslovaquia, Rumania y Yugoslavia y por el que Hungría pierde el 71% de su territorio y el 63% de su población.
- 1923: en la mina de estaño de Uncía (Bolivia), el Gobierno del presidente constitucional Bautista Saavedra Mallea (1870-1939) hace tirotear a los mineros y sus familias. Mueren unas siete personas.
- 1923: en Barcelona (España) se estrena la película Mujeres frívolas, interpretada por Ramón Novarro.
- 1927: en Yakarta, Ahmed Sukarno funda el Partido Nacional Indonesio, con el objetivo de conseguir la independencia.
- 1927: Yugoslavia rompe relaciones diplomáticas con Albania.
- 1930: Carlos Flix vence a Petit Biquet y reconquista el campeonato europeo de boxeo de peso gallo.
- 1931: en Madrid (España) vuelve a publicarse el periódico ABC.
- 1932El 4 de junio en la Ciudad de México sucede un terremoto que deja más de 300 muertos, siendo el segundo más mortífero de la historia mexicana.
- 1932: en Chile, Marmaduque Grove lidera un golpe de Estado que proclama la República Socialista de Chile.
- 1932: en Barcelona, (España), se acuerda instalar hornos crematorios en los cementerios para incinerar cadáveres.
- 1932: en la Ciudad de México sucede un terremoto que deja más de 300 muertos.
- 1936: en Asturias, (España), estalla una huelga general minera.
- 1936: en Francia, tras la victoria electoral del Frente Popular, dimite el gabinete del radical-socialista Albert Sarraut.
- 1938: en Alemania, Adolf Hitler nombra a Martin Bormann jefe de su cancillería particular y ayudante de su Estado Mayor personal.
- 1940: Segunda Guerra Mundial, finaliza la evacuación de Dunkerque (Operación Dinamo), las Fuerzas Armadas Británicas completan la evacuación de 338.000 soldados de Dunkerque (Francia). Ese mismo día, el presidente Winston Churchill pronuncia en la Cámara de los Comunes, su famoso discurso «Lucharemos en las playas».
- 1941: en Irak, fuerzas invasoras británicas ocupan Mosul; todo el país queda en poder del Reino Unido.
- 1942: en Oceanía ―en el marco de la Segunda Guerra Mundial― comienza la Batalla de Midway.
- 1942: en Praga, muere a causa de sus heridas Reinhard Heydrich, jefe de la Gestapo nazi. Heydrich había sido emboscado por comandos checos en el marco de la Operación Antropoide, el día 27 de mayo de ese año.
- 1943: en Argentina estalla la Revolución del 43 que establecería un gobierno militar de facto.
- 1943: en Argel se constituye el Comité Francés de Liberación Nacional, presidido por Charles De Gaulle y Henri-Honoré Giraud.
- 1944: los aliados entran en Roma (Italia).
- 1946: en Argentina asume su primera presidencia Juan Domingo Perón.
- 1948: en Asunción (Paraguay), Juan Manuel Frutos se convierte en presidente provisional tras la dimisión de Moríñigo.
- 1951: en Barcelona (España) se estrena la película El sueño de Andalucía, protagonizada por Luis Mariano y Carmen Sevilla, y dirigido por Luis Lucía.
- 1952: en Argentina, tras la reelección en noviembre de 1951, Perón toma posesión nuevamente de la presidencia argentina.
- 1952: en Barcelona (España) se inaugura la factoría de la empresa SEAT.
- 1952: en Panamá, el coronel Remón gana las elecciones generales.
- 1953: en el Sitio de pruebas de Nevada, Estados Unidos detona la bomba atómica Clímax, de 61 kilotones. Es la bomba número 45 del total de 1054 bombas atómicas que hizo detonar ese país entre 1945 y 1992.
- 1953: en las provincias cubanas de La Habana, Matanzas y Pinar del Río se producen graves inundaciones.
- 1954: firma del tratado por el que Francia reconoce la independencia del Vietnam de Bao-Dai.
- 1955: en Granada (España) se registra un temblor de tierra de 5 a 6 grados en la escala Richter, con una duración de 6 segundos, y con el epicentro localizado a 15 km de la ciudad.
- 1958: en las proximidades de Guadalajara (México) se estrella un avión de pasajeros Constellation, de Aerovías Mexicanas, con 45 ocupantes.
- 1965: el atleta australiano Ron Clarke logra el récord mundial de los 5000 metros, con una marca de 13' 25.8.
- 1969: en Kinshasa (Congo) mueren más de cien estudiantes en una manifestación, tras la represión del ejército de Mobutu.
- 1970: en Oceanía las islas Tonga se independizan del Imperio británico.
- 1970: El Salvador y Honduras firman un acuerdo en San José de Costa Rica que pone fin a la Guerra del Fútbol.
- 1972: el tenista español Andrés Gimeno gana el trofeo de Roland Garros, tras vencer en la final al francés Proisy por 4-6, 6-3, 6-1, 6-1.
- 1974: en Phnom Penh (Camboya) muere el ministro de Educación, Keo Sanghim, en las violentas manifestaciones estudiantiles.
- 1975: en Argentina el nuevo ministro de economía Celestino Rodrigo lanza un drástico plan de ajuste para combatir la inflación, reducir el déficit fiscal y sincerar el tipo de cambio, dando origen a la grave crisis económica y social conocida como el Rodrigazo.
- 1977: en Japón, la cadena TV Asahi comienza a retransmitir el animé Voltus V.
- 1978: en Colombia, Julio César Turbay Ayala es elegido presidente.
- 1979: en Sudáfrica dimite el presidente Balthazar Vorster.
- 1982: tropas israelíes invaden Líbano y llegan hasta Beirut.
- 1982: el club de fútbol F. C. Barcelona anuncia el fichaje del futbolista argentino Diego Armando Maradona por casi mil millones de pesetas.
- 1983: la Dictadura cívico militar argentina (1976-1983) ―en sus últimos meses de vida― restablece el derecho a la huelga.
- 1985: en Luxemburgo, 27 países europeos firman el Acuerdo de Schengen.
- 1985: en el atolón de Mururoa (en el Pacífico sur) Francia realiza una prueba nuclear subterránea.
- 1986: en toda España se celebran manifestaciones populares contra el proyecto de Ley de Reforma de Pensiones.
- 1989: en Pekín (China), el Gobierno ordena la represión de estudiantes en la plaza Tian Anmen. Mueren entre 800 y 2400 personas.
- 1989: en Polonia, el sindicato Solidaridad de Lech Walesa gana las elecciones.
- 1993: en Cuba, la cosecha de azúcar se estanca en los 4 millones de toneladas, la peor de los últimos años.
- 1993: en Venezuela, Ramón J. Velásquez es elegido como nuevo presidente interino de este país hasta el 2 de febrero de 1994.
- 1994: en Reino Unido se rinde homenaje a los soldados caídos en la conmemoración del 50.º aniversario del desembarco aliado en Normandía.
- 1996: la banda de thrash metal Metallica edita Load su sexto disco de estudio[2]
- 1998: El gobierno peruano en pleno presenta la dimisión al presidente del país Alberto Fujimori.
- 1999: Los quince jefes de Estado y de Gobierno de la Unión Europea ponen en marcha la Política Exterior y de Seguridad Común (PESC) bajo la tutela del español Javier Solana.
- 2000: Los líderes de las dos grandes potencias nucleares, Bill Clinton (EE. UU) y Vladímir Putin (Rusia), acuerdan en Moscú la destrucción de 68 toneladas de plutonio y su reconversión para usos pacíficos.
- 2001: en Katmandú, Gyanendra se convierte en rey de Nepal después del suicidio de su sobrino Dipendra.
- 2002: en Buenos Aires, el presidente uruguayo Jorge Batlle llora al pedir disculpas por sus dichos contra Argentina en un medio estadounidense.[3]
- 2002: en Chile mueren diez personas por el temporal de fuertes lluvias que azota el país.
- 2002: El Gobierno italiano de Silvio Berlusconi logra aprobar en el Parlamento la nueva ley de inmigración, un texto que endurece las medidas contra la llegada de extranjeros al país y que fue calificado de "racista" por la oposición.
- 2002: en España, una amplia mayoría de los diputados aprueba en el Congreso español la nueva Ley de Partidos para ilegalizar a Batasuna.
- 2003: en el sur de Afganistán, fuerzas estadounidenses matan a 40 guerrilleros de la resistencia talibana.
- 2003: en Madrid, la bióloga molecular Margarita Salas lee su discurso de ingreso en la Real Academia Española.
- 2003: Nacimiento de la Mixi Manuela Agustina Mafud
- 2004: TNA Wrestling emite su primer programa televisado, TNA Impact!'.
- 2004: El Gobierno español aprueba el anteproyecto de Ley Orgánica contra la violencia ejercida sobre las mujeres.
- 2005: en Chile, Marcelo Salas convierte su gol número 35 ante la escuadra de Bolivia, y se transforma en el goleador histórico de la selección de fútbol de Chile.
- 2005: El gimnasta madrileño Rafael Martínez se proclama campeón del concurso general en los europeos de gimnasia.
- 2006: en Perú, Alan García es elegido por segunda vez como presidente constitucional, derrotando al nacionalista Ollanta Humala.
- 2006: El Fútbol Club Barcelona consigue su 17.º título de liga de balonmano.
- 2006: en Jerez, el Gimnàstic de Tarragona asciende a la Primera División Española, tras empatar 0-0 en el Estadio Municipal de Chapín.
- 2007: en Londres, Paul McCartney publica su disco Memory Almost Full.
- 2007: La banda terrorista ETA anuncia a través de un comunicado el fin del alto el fuego y su regreso a la actividad armada "en todos los frentes".
- 2007: El Gobierno colombiano libera al guerrillero Rodrigo Granda, el canciller de las Fuerzas Armadas Revolucionarias de Colombia (FARC).
- 2008: El Comité Olímpico Internacional (COI) aprueba a la ciudad de Madrid, en el 2.º lugar, para competir en las elecciones para la sede en los Juegos Olímpicos del año 2016.
- 2008: En España, cinco investigadores en el campo de la ciencia de los materiales y la nanotecnología reciben el premio Príncipe de Asturias de Investigación Científica y Técnica.
- 2008: Enel, el mayor productor de electricidad italiano, reconvierte sus centrales de producción de electricidad del petróleo al carbón, en sentido contrario a la tendencia mundial de hacer las centrales de energía menos contaminantes.
- 2009: Cuba declina el ofrecimiento de su reingreso a la OEA.
- 2009: el director de cine y televisión David Attenborough resulta elegido para recibir el premio Príncipe de Asturias de las Ciencias Sociales, "por sus grandes aportes a la defensa de la vida y a la conservación del planeta".
- 2010: Naoto Kan, ex ministro de Finanzas de Japón, es elegido presidente del Partido Democrático (PD) y sustituye al renunciado Yukio Hatoyama, siendo el 6.º jefe de Gobierno desde 2006.
- 2010: es publicado el álbum Bionic de Christina Aguilera.
- 2011: Hungría acusa los mismos problemas que Grecia en cuanto al estado de su economía, por lo que pierde más de un 10% en un día en la Bolsa, y suspende las operaciones.
- 2011: en Buenos Aires se abre la investigación sobre el caso de Aerolíneas Argentinas, gestionada por Gerardo Díaz Ferrán, presidente de la CEOE, acusado de vaciar la compañía y de administración fraudulenta. Las agencias de calificación de deuda son criticadas por su falta de previsión de la crisis y de la valoración positiva de las hipotecas basura, que dieron origen a la debacle financiera.
- 2011: Japón lanza un cohete portando una sonda provista de una vela espacial que obtiene energía solar a través de fotones y que, según se anuncia, llegará a Venus.
- 2011: en Chile comienza la erupción del volcán Puyehue.
- 2011: la justicia chilena comienza a investigar formalmente la muerte de Salvador Allende, Pablo Neruda y Eduardo Frei Montalva, por primera vez desde el golpe de Augusto Pinochet en septiembre de 1973.
- 2011: en Libia, helicópteros de asalto de la OTAN entran en acción en la guerra de Libia contra el Gobierno de Muamar el Gadafi.
- 2011: la tenista china Na Li gana el torneo Roland Garros y se convierte en la primera campeona asiática de un gran título.
- 2016: la tenista hispanovenezolana Garbiñe Muguruza gana el torneo de Roland Garros al vencer a la estadounidense Serena Williams.
- 2017: en Mánchester, Reino Unido se celebra One Love Manchester, un concierto benéfico organizado por la cantante estadounidense Ariana Grande para recaudar fondos para los servicios de emergencia de MRC y Londres tras los atentados de Mánchester de 2017 (durante un concierto de la cantante) y de Londres de 2017, este último acaecido el día anterior.
- 2019: En el Aeropuerto Internacional de Los Ángeles, Los Ángeles, California es detenido el líder de la iglesia La luz del mundo Naasón Merarí Joaquín García acusado por presunto abuso sexual infantil, tráfico de personas, pornografía infantil y otros delitos.
- 2021: El Club Atlético Colón de Santa Fe Argentina sale campeón de la copa de la liga nacional por primera vez en 116 años, y la ciudad de Santa Fe queda tomada por sus simpatizantes que festejaron durante 3 días en las calles de la ciudad.
- 2024: Ocurrió una extraordinaria alineación planetaria entre Mercurio, Marte, Júpiter, Saturno, Urano y Neptuno. [4]

## Nacimientos
- 1394: Felipa de Inglaterra, reina consorte inglesa (f. 1430).
- 1489: Antonio de Lorena, aristócrata francés (f. 1544).
- 1515: Chiara Matraini, poetisa italiana (f. 1604).
- 1604: Claudia de Médici, aristócrata austriaca (f. 1648).
- 1655: Tomás de Cori, religioso y santo italiano (f. 1729).
- 1694: François Quesnay, economista y filósofo francés (f. 1774).
- 1704: Benjamin Huntsman, inventor y relojero británico (f. 1776).
- 1738: Jorge III, Rey del Reino Unido (f. 1820).
- 1742: Jordán de Asso, naturalista, jurista e historiador español (f. 1814).
- 1749: Adolfo Ypey, botánico neerlandés (f. 1822).
- 1754: Franz Xaver von Zach, astrónomo alemán (f. 1832).
- 1756: Jean-Antoine Chaptal, químico y estadista francés (f. 1832).
- 1775: Francesco Molino, compositor y guitarrista italiano (f. 1847).
- 1789: Friedrich Boie, científico alemán (f. 1870).
- 1801: Mijaíl Pávlovich Bestúzhev-Riumin, militar y revolucionario ruso (f. 1826).
- 1806: Agustín María Acevedo Rodríguez, escritor mexicano (f. 1874).
- 1816: Dorotea de Chopitea, laica salesiana chilena (f. 1891).
- 1818: Élie-Abel Carrière, botánico francés (f. 1896).
- 1821: Apolón Máikov, poeta ruso (f. 1897).
- 1831: José Ruperto Monagas, político venezolano (f. 1880).
- 1833: Garnet Wolseley, militar británico (f. 1913).
- 1834: Paul Friedrich August Ascherson, botánico alemán (f. 1913).
- 1843: Charles Conrad Abbott, arqueólogo estadounidense (f. 1919).
- 1845: Žemaitė, escritora lituana (f. 1921).
- 1862: Teresa Claramunt, anarquista española (f. 1931).
- 1867: Carl Gustaf Emil Mannerheim, militar y aristócrata finlandés, presidente entre 1944 y 1946 (f. 1951).
- 1877: Heinrich Otto Wieland, químico alemán, premio nobel de química en 1927 (f. 1957).
- 1880: Nicolás Achúcarro, médico y neurocientífico español (f. 1918).
- 1881: Natalia Goncharova, pintora rusa (f. 1962).
- 1882: John Bauer, ilustrador sueco (f. 1918).
- 1885: Arturo Rawson, militar y dictador argentino, segundo presidente de facto de su país (f. 1952).
- 1885: Louis Burt Mayer, productor de cine estadounidense de origen ruso, fundador de la Metro Goldwyn Mayer (f. 1957).
- 1887: Ray Strachey, ensayista, biógrafa y sufragista inglesa (f. 1940).
- 1889: Beno Gutenberg, sismólogo alemán (f. 1960).
- 1895: Dino Grandi, político fascista italiano (f. 1988).
- 1898: Virgulino Ferreira da Silva, bandolero brasileño (f. 1938).
- 1903: Yevgueni Mravinski, director de orquesta y músico soviético (f. 1988).
- 1904: Georges Canguilhem, filósofo francés (f. 1995).
- 1905: Emilio García Gómez, filólogo, arabista y académico español (f. 1995).
- 1907: Rosalind Russell, actriz estadounidense (f. 1976).
- 1908: Alejandro Villanueva, futbolista peruano (f. 1944).
- 1910: Anton Dermota, tenor austriaco nacido en Eslovenia (f. 1989).
- 1911: Milovan Đilas, político comunista y escritor yugoslavo (f. 1995).
- 1912: Robert Jacobsen, artista danés (f. 1993).
- 1912: Pilar López Júlvez, bailarina y coreógrafa española (f. 2008).
- 1916: Adriana García Roel, escritora y profesora mexicana (f. 2003).
- 1916: Robert F. Furchgott, químico estadounidense, premio nobel de medicina en 1998 (f. 2009).
- 1918: José Llopis Corona, futbolista español (f. 2011).
- 1920: Fedora Barbieri, mezzosoprano italiana (f. 2013).
- 1920: Alejandro Obregón, pintor colombiano (f. 1992).
- 1921: Bobby Wanzer, baloncestista estadounidense (f. 2016).
- 1921: Ettore Chimeri, piloto de automovilismo venezolano (f. 1960).
- 1922: Salomón Hakim, médico colombiano (f. 2011).
- 1922: Angélica López Gamio, actriz argentina (f. 2011).
- 1924: Dennis Weaver, actor estadounidense (f. 2006).
- 1925: Antonio Puchades, futbolista español (f. 2013).
- 1925: Nicomedes Santa Cruz, periodista, poeta y decimista peruano (f. 1992).
- 1926: Ignacio Terán, abogado, diplomático e historiador boliviano (f. 1825).
- 1928: Ruth Westheimer, doctora y escritora estadounidense de origen alemán.
- 1929: Károlos Papulias, político griego, presidente de Grecia entre 2005 y 2015 (f. 2021).
- 1930: Noé Murayama, actor mexicano (f. 1997).
- 1931: Ignacio Quirós, actor hispano-argentino (f. 1999).
- 1932: John Drew Barrymore, actor estadounidense (f. 2004).
- 1932: Oliver Nelson, músico estadounidense de jazz (f. 1975).
- 1932: Pepe Abad, locutor chileno de origen español de radio y televisión. (f. 1980).
- 1934: Seamus Elliott, ciclista irlandés (f. 1971).
- 1936: Bruce Dern, actor estadounidense.
- 1937: Freddy Fender, cantante estadounidense (f. 2006).
- 1938: Carlos Sahagún, poeta español (f. 2015).
- 1942: José María Íñigo, periodista español (f. 2018).
- 1943: Antonio Santos, dramaturgo, cantante, bailarín y actor español-ecuatoriano (f. 2016).
- 1943: Víctor Hugo Morant, actor colombiano.
- 1947: Viktor Klima, político austriaco, Canciller de Austria entre 1997 y 2000.
- 1948: Paquito D'Rivera, músico cubano de jazz.
- 1948: Cris Manzano (Omar Ángel Miano), cantante argentino.
- 1951: Víctor Hugo Cárdenas, político boliviano.
- 1952: Bronislaw Komorowski, político polaco, presidente de Polonia entre 2010 y 2015.
- 1953: Linda Lingle, política estadounidense.
- 1953: Paul Samson, guitarrista británico, de la banda Samson (f. 2002).
- 1955: Enric Grant Val, político y sindicalista español.
- 1957: Mario Bedera, político español.
- 1958: Tito Nieves, cantante puertorriqueño.
- 1958: Henry Jenkins, académico estadounidense de los medios de comunicación.
- 1959: Carlos Cardús, piloto de motos español.
- 1962: Zenon Jaskuła, ciclista polaco.
- 1962: Trinidad Jiménez, política española.
- 1962: Hakainde Hichilema, político zambiano. Presidente de Zambia desde 2021.
- 1963: Elvia Ardalani, escritora, poetisa y narradora mexicana.

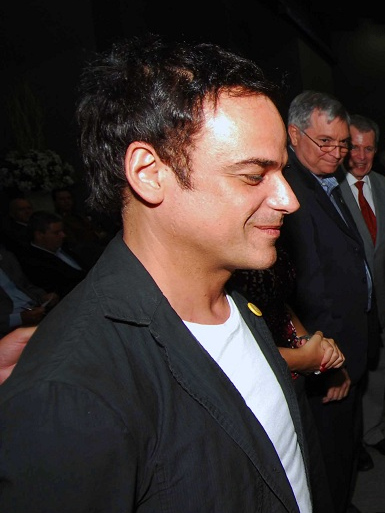
Angelo Antonio

- 1964: Angelo Antonio, actor y cantante brasileño nacionalizado portugués.
- 1965: Michael Doohan, piloto de motociclismo australiano.
- 1966: Cecilia Bartoli, mezzosoprano italiana.
- 1966: Vladimir Voevodsky, matemático ruso.
- 1968: Niurka Montalvo, atleta cubana nacionalizada española.
- 1969: Robert Pérez, beisbolista venezolano.
- 1970: Richie Hawtin, músico y DJ canadiense.
- 1970: Izabella Dorota Scorupco, modelo y actriz sueca.
- 1970: David Barrufet, balonmanista español.
- 1970: El Barrio (José Luis Figuereo Franco), cantautor español.
- 1971: Joseph Kabila, político congoleño, presidente del Congo entre 2001 y 2019.
- 1971: Noah Wyle, actor estadounidense.
- 1971: Tony McCarroll, baterista británico, de la banda Oasis.
- 1971: Peter Jöback, cantante y actor teatral sueco.
- 1972: Nikka Costa, cantante estadounidense.
- 1972: Joe Hill, escritor y creador de cómics estadounidense.
- 1973: Daisuke Hirakawa, actor de voz y cantante japonés.
- 1974: Xúlio Abonjo, actor español.
- 1975: Russell Brand, comediante, presentador de radio y televisión y actor británico.
- 1975: Angelina Jolie, actriz estadounidense.

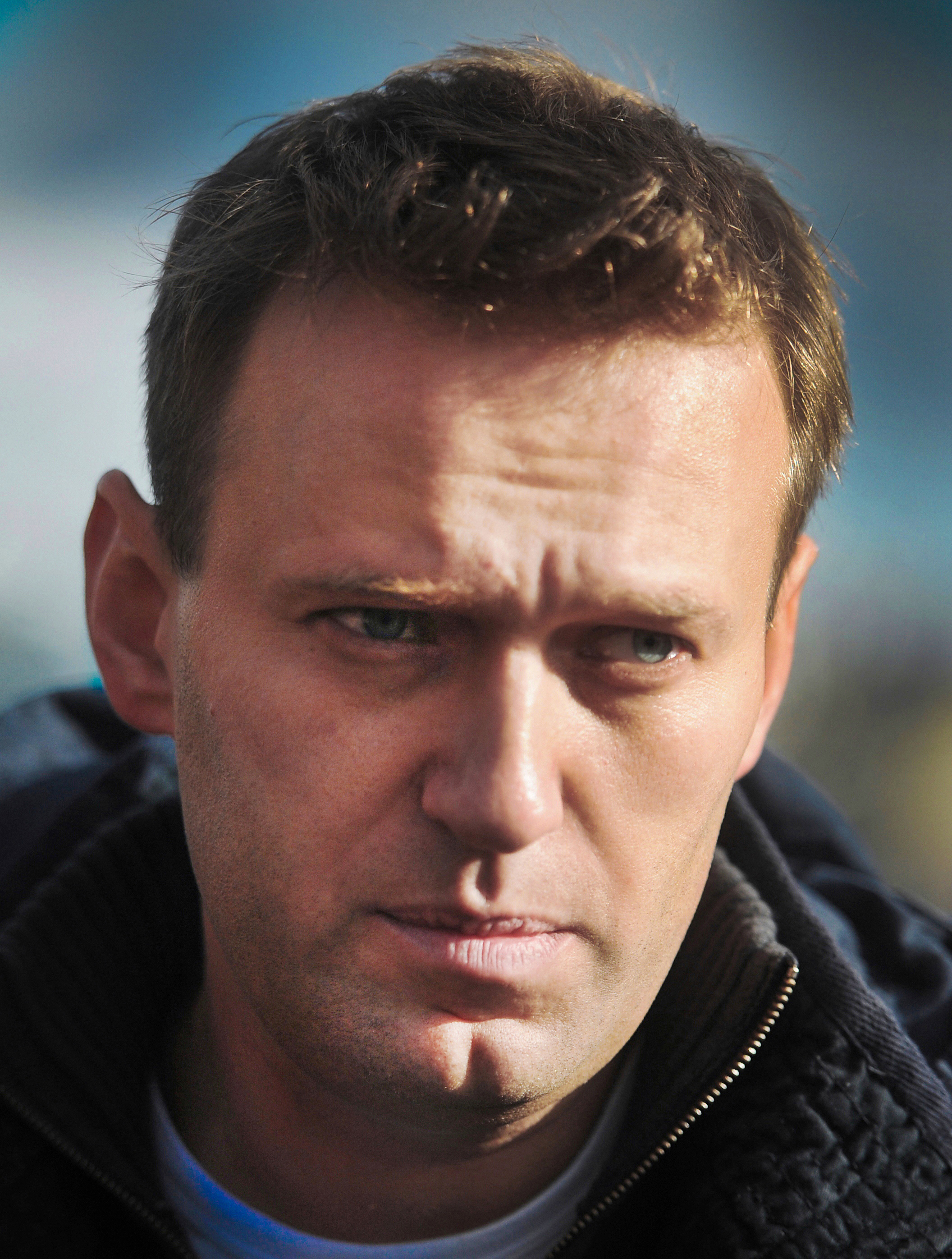
Alekséi Navalni

- 1976: Nenad Zimonjić, tenista serbio.
- 1976: Alekséi Navalni, político ruso (f. 2024).
- 1976: Tim Rozon, actor canadiense.

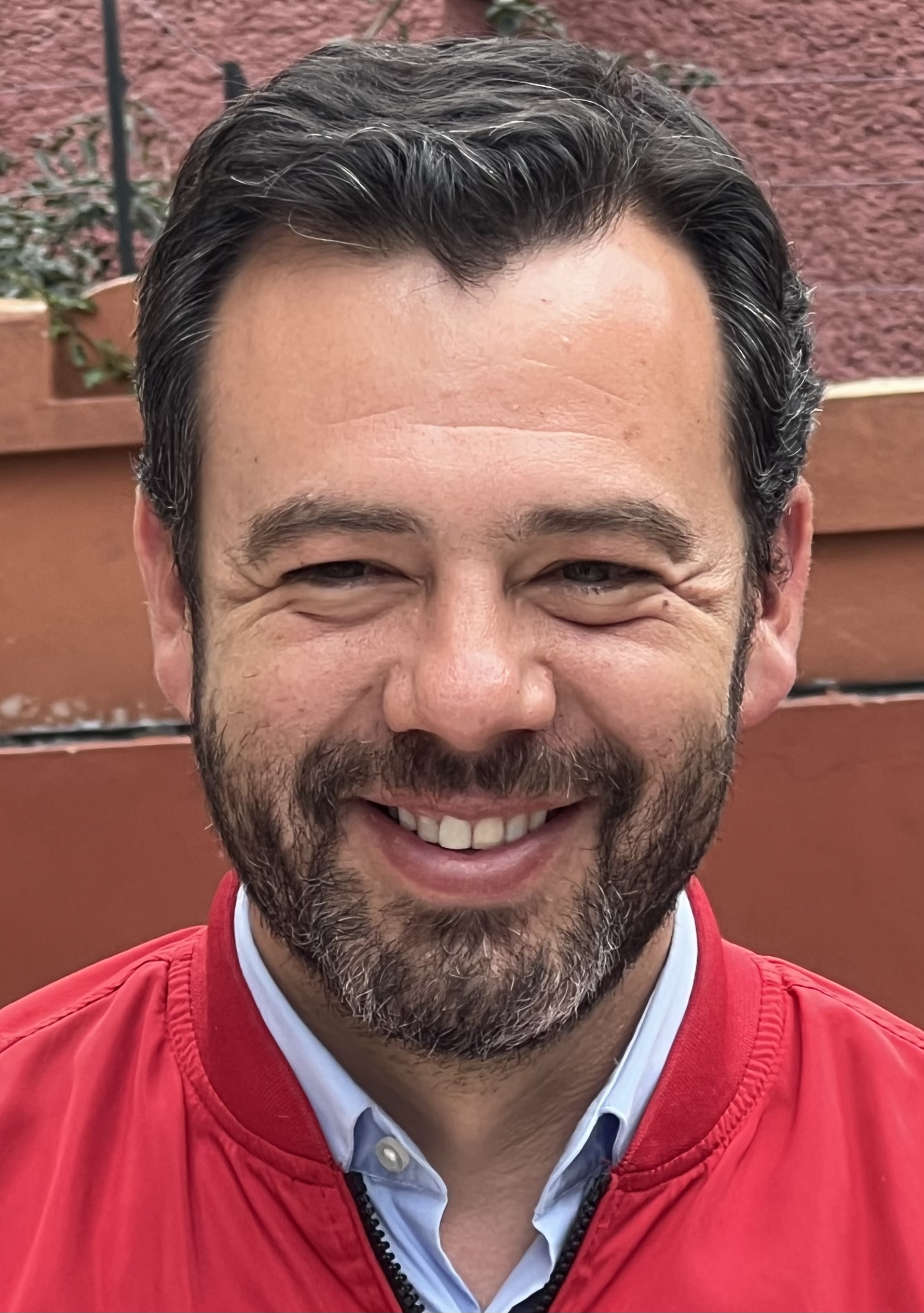
Carlos Fernando Galán

- 1977: Alexander Manninger, futbolista austriaco.
- 1977: Carlos Fernando Galán, político colombiano. Alcalde Mayor de Bogotá desde 2024.
- 1978: Vanesa Romero, modelo, presentadora y actriz española.
- 1979: Iván Moreno y Fabianesi, futbolista argentino de origen español.
- 1979: Naohiro Takahara, futbolista japonés.
- 1980: Pablo Nieto, motociclista español.
- 1980: Claudio Vidal, político argentino, Gobernador de Santa Cruz desde 2023.
- 1981: Giourkas Seitaridis, futbolista griego.
- 1981: Michael Thomas, baterista galés, de la banda Bullet For My Valentine.
- 1981: T. J. Miller, actor estadounidense.
- 1983: Emmanuel Eboué, futbolista marfileño.
- 1983: Guillermo García López, tenista español.
- 1983: Koffi Ndri Romaric, futbolista marfileño.
- 1983: Iván Salazar, futbolista colombiano.
- 1983: Olha Saladuja, atleta ucraniana.
- 1984: Hernán Pellerano, futbolista argentino.
- 1984: Rainie Yang, actriz y cantante taiwanesa.
- 1985: Evan Lysacek, patinador artístico estadounidense.
- 1985: Lukas Podolski, futbolista alemán.
- 1985: Bar Refaeli, modelo israelí.
- 1985: Nadia Ghulam, escritora afgana.
- 1986: Oona Chaplin, actriz española.
- 1988: Li Man, actriz china.
- 1988: Lucas Pratto, futbolista argentino.
- 1988: Stanislaw Drahun, futbolista bielorruso.
- 1990: Zac Farro, baterista y cantante estadounidense, exmiembro de la banda Paramore.
- 1990: Evan Spiegel, empresario y multimillonario estadounidense.
- 1991: Rajiv van La Parra, futbolista neerlandés.
- 1992: Dino Jelusić, cantante croata.
- 1993: Juan Iturbe, futbolista argentino.
- 1993: Jaime Fernández Bernabé, baloncestista español.
- 1994: Tiago da Rocha, futbolista brasileño, víctima del Vuelo 2933 de LaMia (f. 2016).
- 1994: Chiaki Kobayashi, seiyū japonés.
- 1996: Meikayla Moore, futbolista neozelandesa.
- 1996: Maria Bakalova, actriz búlgara.
- 1996: Katsuya Iwatake, futbolista japonés.
- 1997: Lin Liangming, futbolista chino.
- 1997: Jonathan Lewis, futbolista estadounidense.
- 1997: Sergio Pérez Jaén, futbolista español.
- 1997: Lauri Ala-Myllymäki, futbolista finlandés.
- 1998: Viktor Gyökeres, futbolista sueco.
- 1998: Santiago Viera, futbolista uruguayo.
- 1998: Yelyzaveta Yajno, nadadora ucraniana.
- 1998: Vadim Pronskiy, ciclista kazajo.
- 1998 Doris Pole, taekwondista croata.
- 1998: Eleanor Dickinson, ciclista británica.
- 1998: Virgil Ghiță, futbolista rumano.
- 1998: Robert Gumny, futbolista polaco.
- 1998: Daleho Irandust, futbolista sueco.
- 1999: Patrik Divkovič, taekwondista esloveno.
- 1999: Sophie Román Haug, futbolista noruega.
- 1999: Yazan Al-Naimat, futbolista jordano.
- 1999: Toshiaki Miyamoto, futbolista japonés.
- 2000: Itsuki Enomoto, futbolista japonés.
- 2000: Hélios Latchoumanaya, yudoca francés.
- 2000: Andreas Pantazís, atleta griego.
- 2000: Alidu Seidu, futbolista ghanés.
- 2001: Choerry, cantante surcoreana y miembro de LOONA
- 2001: Take Kubo, futbolista japonés.
- 2003: Oliver Provstgaard, futbolista danés.
- 2004: Mackenzie Ziegler, actriz, bailarina, cantante y modelo estadounidense.
- 2012: Vivien Lyra Blair, actriz estadounidense.
- 2021: Lilibet de Sussex, princesa del Reino Unido.

## Fallecimientos
- 800: Lutgarda, última esposa de Carlomagno (n. ¿?).
- 1039: Conrado II, emperador del Sacro Imperio Romano Germánico entre 1027 y 1039 (n. 990).
- 1076: Sancho Garcés IV de Pamplona, rey de Pamplona (n. 1039).
- 1094: Sancho Ramírez, rey de Aragón y de Navarra (n. 1043).
- 1102: Vladislao I Herman, aristócrata polaco (n. 1040).
- 1134: Magnus Nilsson, rey danés entre 1125 y 1134 (n. 1106).
- 1135: Huizong, emperador chino (n. 1082).
- 1206: Adela de Champaña, reina francesa (n. 1140).
- 1336: Guillaume Pierre Godin, cardenal francés (n. 1260).
- 1394: María de Bohun, aristócrata inglesa, esposa de Enrique IV (n. 1369).
- 1472: Nezahualcóyotl, rey texcocano entre 1431 y 1472 (n. 1402).
- 1585: Marc-Antoine Muret, humanista francés (n. 1526).
- 1674: Jan Lievens, pintor neerlandés (n. 1607).
- 1792: Jakob Michael Reinhold Lenz, escritor alemán (n. 1751).
- 1798: Giacomo Casanova, aventurero, escritor y famoso amante italiano (n. 1725).
- 1824: María Manuela de la Ascensión Ripa, monja monarquista peruana (n. 1754).
- 1830: Antonio José de Sucre, político y militar venezolano, uno de los Libertadores de América; asesinado (n. 1795).
- 1864: Matías Ramón Mella, patriota dominicano, uno de los tres Padres de la Patria (n. 1816).
- 1887: William A. Wheeler, político estadounidense (n. 1819).
- 1918: Charles Warren Fairbanks, vicepresidente estadounidense entre 1905 y 1909 (n. 1852).
- 1922: Hermann Alexander Diels, filólogo, helenista e historiador de filosofía alemán especializado en filosofía presocrática (n. 1848).
- 1925: Camille Flammarion, astrónomo francés (n. 1842).
- 1928: Lauro Aguirre Espinosa, educador mexicano e impulsor de la enseñanza normal (n. 1882).
- 1931: Husayn ibn Ali (jerife de La Meca), emir y jerife de La Meca y rey de Hiyaz (n. 1853).
- 1940: Enrique Carlos Alberto Mosconi, perteneciente al Ejército Argentino, fallece en la Capital Federal. Nacido el 21 de febrero de 1877 en Buenos Aires, es Precursor y Benemérito de la Aeronáutica Argentina (Ley N.º 18.559 - BAP N.º 2.100).
- 1941: Guillermo II de Alemania, último emperador alemán entre 1888 y 1918 (n. 1859).
- 1942: Reinhard Heydrich, político alemán, jefe de la Gestapo nazi (n. 1904).
- 1950: Kazys Grinius, presidente lituano (n. 1866).
- 1959: Charles Vidor, cineasta estadounidense de origen húngaro (n. 1900).
- 1968: Dorothy Gish, actriz estadounidense (n. 1898).
- 1968: Adolfo Meléndez, presidente del Real Madrid (n. 1884).
- 1971: Giorgy Lukacs, filósofo húngaro (n. 1885).
- 1974: Mamerto Urriolagoitia, político boliviano (n. 1895).
- 1990: Stiv Bators, cantante, letrista y guitarrista de las bandas Dead Boys y The Lords of the New Church (n. 1949).
- 1998: Piper Pimienta (Edulfamid Molina Díaz), cantautor colombiano (n. 1939).
- 2001: Dipendra Bir Bikram Shah, rey nepalí (n. 1971).
- 2002: Fernando Belaúnde Terry, arquitecto y político peruano, presidente del Perú entre 1963-1968 y 1980-1985 (n. 1912).
- 2004: Nino Manfredi, actor italiano (n. 1921).
- 2007: Carlos Daniel Valcárcel, historiador, educador, investigador y escritor peruano (n. 1911).
- 2008:
  - Ágata Mróz-Olszewska, voleibolista polaca (n. 1982).
  - José Antonio Ramos, músico timplista español (n. 1969).
- 2009: Randy Smith, baloncestista estadounidense (n. 1948).
- 2010: William Miranda Marín, político portorriqueño (n. 1940).
- 2010: John Wooden, entrenador de baloncesto estadounidense (n. 1910).
- 2011: Gianfranco Espejo, futbolista peruano (n. 1988).
- 2011: Claudio Bravo, pintor chileno (n. 1936).
- 2012: Eduard Jil, barítono ruso (n. 1934).
- 2013:
  - Ben Tucker, bajista y contrabajista de jazz estadounidense (n. 1930).
  - Carlos Hoffmann, futbolista y entrenador de fútbol chileno (n. 1936).
  - Hermann Gunnarsson, futbolista, balonmanista y locutor islandés (n. 1946).
  - Monti Davis, baloncestista estadounidense (n. 1958).
  - Pekka Hämäläinen, futbolista finlandés (n. 1938).
  - S. Shamsuddin, actor y comediante singapurense (n. 1929).
- 2014: Guennadi Riutin, futbolista soviético (n. 1954).
  - Neal Arden, actor y escritor británico (n. 1909).
  - Walter Winkler, futbolista polaco (n. 1943).
- 2015: Hermann Zapf, diseñador alemán (n. 1918).
- 2015: Javier Methol, sobreviviente del Vuelo 571 de la Fuerza Aérea Uruguaya (n. 1935)
- 2017: Juan Goytisolo, escritor español, Premio Cervantes (n. 1931)
- 2018: Francesc Vicens, escritor y político español (n. 1927).
- 2019: Billy Gabor, baloncestista estadounidense (n. 1922).
- 2020: Antonio Rodríguez de las Heras, historiador español (n. 1947).
- 2021: Richard R. Ernst, químico y profesor universitario suizo, premio Nobel de Química 1991 (n. 1933).
- 2021: Clarence Williams III, actor estadounidense (n. 1939).
- 2022: George Lamming, novelista, escritor y poeta barbadense (n. 1927).
- 2022: Tomás Várnagy, cientista social y filósofo argentino (n. 1950).
- 2025: Marc Garneau (76), astronauta, ingeniero, militar («capitán de navío»), rector universitario y político canadiense (n. 1949), presidente de la Agencia Espacial Canadiense (entre 2001 y 2006). El 5 de octubre de 1984, Garneau se convirtió el segundo americano no estadounidense en volar al espacio, después del cubano Arnaldo Tamayo Méndez.[5]

## Celebraciones
- Día Mundial de la Fertilidad.

Compartidas
- Naciones Unidas:
  - Día Internacional de los Niños Víctimas Inocentes de Agresión.[6]

- Hong Kong,  República de China (Taiwán) y  Estados Unidos:
  - Memoriales conmemorativos de las protestas de la plaza de Tiananmen de 1989.
Son actos y vigilias que se llevan a cabo en homenaje a los que murieron durante las manifestaciones de 1989. Desde entonces, se han celebrado conmemoraciones anuales en varios lugares fuera de China continental, sobre todo en Hong Kong, Taiwán y Estados Unidos.

 Por países
(Por orden alfabético)
- Argentina: 
  - Día de la Vinculación Tecnológica.[7]
Universidades e instituciones del sistema científico tecnológico celebran este día en homenaje al físico y tecnólogo argentino Jorge Alberto Sábato, nacido un 4 de junio de 1924.
  -  Córdoba: 
    - Día del Cuarteto.[8]
Fecha instituida por la Legislatura provincial en 2013 mediante la sanción de la Ley Provincial 10174 que reconoce al cuarteto como parte integrante del patrimonio cultural provincial y como un género folklórico musical propio, característico y tradicional de la provincia en todas sus manifestaciones: música, letras y danzas.

  -  Misiones: 
    - Día de la Provincia de Misiones.[9]
El 4 de junio de 1955 juraban el primer gobernador, vice y diputados tras la provincialización del hasta entonces Territorio Nacional.

- Hungría: 
  - Día de la Unidad Nacional (National Unity Day).[10]

- Perú: 
  - Día de la Cultura Afroperuana.[11]

- Rumania: 
  - Día del Tratado de Paz de Trianon (Trianon Treaty Day).[12]

- Tonga: 
  - Día de la Independencia.[13]

### Santoral católico
- Santa Noemí.[14](imagen ilustrativa).

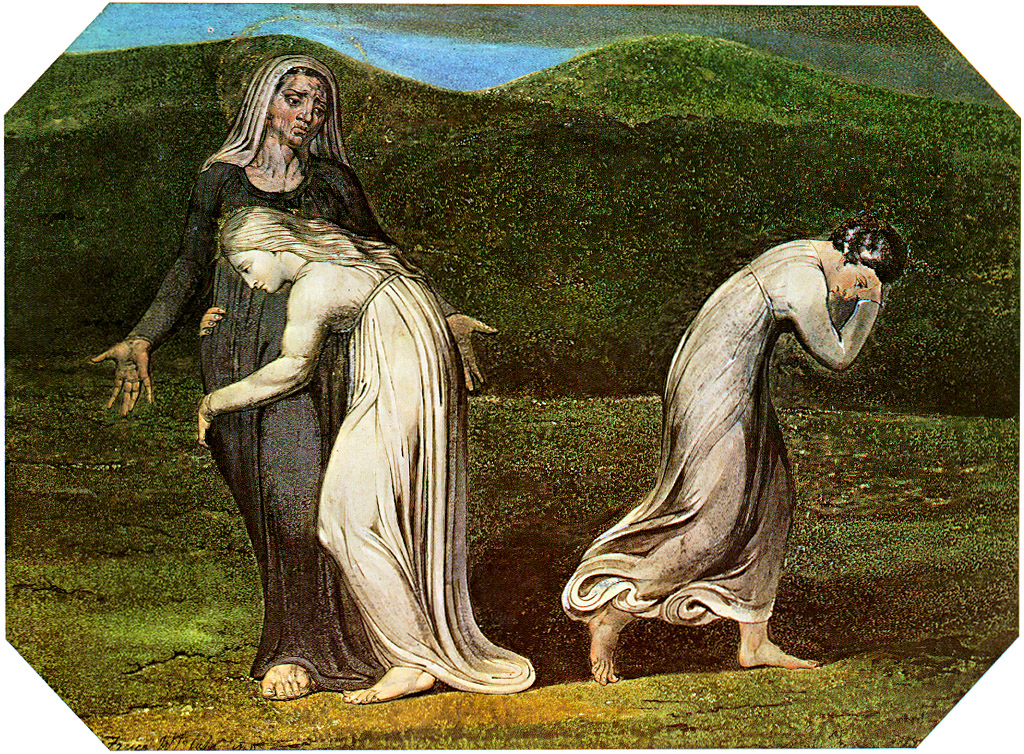
Noemí recomendando a Rut y Orpá que regresen a Moab, pintura de William Blake.

- San Francisco Caracciolo (s. XVII).[14]
- Santa Ruth.
- San Alejandro.
- San Gualtero de Servigliano (s. XIII).[14]
- San Metrófano de Bizancio (s. IV).[14]
- San Optato de Milevi (s. IV).[14]
- San Petroc de Cornwall o Cornualles (s. VI).[14]
- San Quirino de Sisak (s. IV).[14]
- Santos Nicolás y Trano (s. XII).[14]